# Мухамедханов, Каюм Мухамедханович
Каю́м Мухамедха́нович Мухамедха́нов (каз. Қайым Мұхамедханов ; 5 января 1916, Семипалатинск — 30 июня 2004, Семипалатинск, Восточно-Казахстанская область) — казахстанский и советский учёный, основоположник научного абаеведения, текстолог, сподвижник М. Ауэзова, член Союза писателей СССР с 1940 года, общественный деятель, писатель, поэт, драматург, переводчик, педагог. Основатель музея Абая в г. Семипалатинске (1940). Автор текста первого Государственного Гимна Казахской ССР.

## Биография
Отец Каюма – Мухамедхан Сейткулов, просветитель, собиратель и хранитель рукописей, меценат, преподаватель ислама, сподвижник алашординцев. Он определял вектор духовного-культурного развития казахского народа, а также объединял казахский народ вокруг ценностей культуры. Он сыграл большую роль в становлении многих людей нашей истории. Происходит из рода шога племени уак.
Созданная им в своем доме богатейшая библиотека с мировой классикой на разных языках была открыта для всех, кто интересовался культурой. В библиотеке были редкие рукописи, книги: первый сборник произведений Абая, изданный в Петербурге в 1909 году, изданные в Семипалатинске в 1912 году поэмы Шакарима «Қалқаман-Мамыр», «Еңлік-Кебек», а также «Қазақ айнасы», «Шежіре — происхождение и история казахов и казахских ханов», «Книга о религии мусульман». Также многотомное издание «Россия». Полное географическое описание нашего отечества" (редактор Семенов-Тян-Шанский), 18-й том которого назывался «Киргизский край» и был посвящен истории казахского народа (издан в 1903 году). Сейткулов выписывал газеты и журналы того времени на казахском, татарском и русском языках: «Айқап», «Таржиман», «Уақыт», «Шура» и др. В его доме можно было прочитать первые издания Абая 1909 г. и Шакарима 1912 г., редкие рукописи, фольклор и эпос. М. Сейткулов финансировал журнал «Абай», газеты «Сарыарқа» и «Қазақ». Он создал все условия для проведения в своем доме репетиций пьес М. Ауэзова «Енлік-Кебек», «Қарагөз», «Бәйбіше тоқал», «Ел ағасы».
В его доме останавливались Абай, Шакарим, ученики Абая, алашординцы, деятели театра, поэты и издатели того времени.   В 1937 г. 2 декабря М. Сейткулов был расстрелян в Семипалатинске. Реабилитирован. Место расстрела и захоронения до сих пор неизвестно. Достойный сын своего Отца – Каюм Мухамедханов был воспитан в духе Алаш, он сохранил наследие Абая и всех посетителей родового дома.   

### Школа Абая
Наследие Абая, наследие учеников Абая и его последователей в конце 1930-х годов было под угрозой. Необходимо было установить и сохранить существовавшие и уже исчезавшие письменные отрывки их произведений и ту часть наследия, которая передавалась устно. Уходили очевидцы их жизни и творчества.  С 1939 по 1951 годы  К.Мухамедханов  провел научное исследование  по теме «Литературная школа Абая». Школа учеников Абая – это единственная школа в казахской литературе.  Ученый установил более 30 имен и на достоверных фактах написал научно-творческие биографии учеников Абая.  А главное, он по крупицам, по кусочкам нашёл отрывки их произведений и научным  методом текстологического анализа доказал принадлежность каждого произведения каждому ученику Абая. Работа с очевидцами жизни и творчества  Абая и его учеников была важной в восстановлении  части текстов, передававшихся изустно. Академик М. Сильченко в 1951 г., отзываясь об этом научном труде,  справедливо отметил: «До тов. Мухамедханова вообще трудно было разрабатывать вопрос о школе Абая из-за отсутствия самих произведений учеников Абая! В литературе об Абае имелись лишь общие характеристики этой школы».  Учёный сам создал источниковедческую базу –  по кусочкам восстановил тексты произведений!
Уже в 1940-е годы установленные Мухамедхановым труды учеников Абая были введены в научный оборот. Произведения учеников великого поэта изучают в школах и в вузах: Акылбая – "Дагестан", "Зулус", "Хиса Жусуп", Магавьи – "Медгат Касым", "Енлик-Кебек", Кокбая – "Сабалак", "Кенесары-Наурызбай", Асета – "Салиха Самен" и его перевод "Евгения Онегина", Арипа – "Биржан и Сара", произведения и переводы Турагула, Муки, Аубакира, многих других, а также алашордынцев – последователей Абая. К. Мухамедханов выявил взаимосвязи с русской, западной и восточной литературой и культурой, которые повлияли на их творчество. Например, влияние кавказских поэм А. Пушкина и М. Лермонтова – "Бахчисарайский фонтан", "Кавказский пленник", "Мцыри", "Демон" – на творчество Акылбая и Магавьи ("Дагестан" и "Медгат Касым"); влияние западной литературы – "Копи царя Соломона" Хаггарда на "Зулуса" Акылбая…
Каюм Мухамедханов  был призван в первый же день войны 22 июня, в 1941-1942 гг. - старшина роты Свердловского и Магнитогорского Военного округа. Ученый выполнял задания по сопровождению военных грузов, строил укрепительные оборонные рубежи, подорвал здоровье, госпитализирован. 

### Создание гимна Казахской ССР
В 1943 году был объявлен закрытый конкурс на создание Государственного Гимна Казахской ССР.  27 летний юноша К. Мухамедханов в 1943 г. выиграл конкурс – он создал Гимн своей республике, первые строки которого звучали так: «Ер қазақ ежелден еркіндік аңсаған» («Героический казахский народ издревле мечтал о свободе»).
Вариант текста гимна Мухамедханова был одобрен конкурсной комиссией и в 1945 году утвержден Указом Президиума Верховного Совета Казахской ССР. Музыку на текст Каюма написал молодой композитор Мукан Тулебаев. Вместе они провели много часов, работая над гимном. Однако, в итоге «соавторами» текста вдруг стали писатель Габит Мусрепов и поэт Абдильда Тажибаев, а музыки — композиторы Латиф Хамиди и Евгений Брусиловский.

### Текстология произведений
На протяжении нескольких десятилетий оригинальное слово Абая во многих редакциях искажали. В 1923 г. по указанию Сталина начались нападки на наследие Абая. Из произведений Абая удаляли религиозные термины, заимствования из персидского и др. восточных языков, старо-казахские слова и т.д. Это делалось из идеологических соображений,  а также по незнанию и  небрежности в вольном обращении с текстами поэта. Ученый К. Мухамедханов с 1940 по 1990 гг. провёл тщательное исследование по  сохранению  оригинального слова поэта. Он написал научные комментарии ко всем стихотворениям и поэмам Абая. Зная все рукописные списки текстов Абая, исторический контекст, события  из жизни Абая и его окружения и  др., используя научный метода текстологического анализа, он вернул оригинальное слово Абая. Кроме этого, он нашёл и доказал принадлежность Абаю более 30 стихотворений, ранее неизвестных.
Ученый написал научно-творческие биографии и текстологическим методом восстановил  произведения Махамбета, Кабанбай батыра, Богенбай батыра, Бухар жырау, Алашординцев и др. деятелей культуры казахского народа. 

### Музей Абая
В конце 1930-х гг. Мухтар Ауэзов доверил своему ученику Каюму создать фундамент для открытия первого Музея Абая. С этой целью К. Мухамедханов совершил ряд экспедиций в отдаленные аулы для установления и сбора оригинальных экспонатов для музея. В конце 1930-х - в 1940-х гг. в экспедициях им было собрано более 500 экспонатов для музея Абая – личных вещей Абая и его окружения, предметов мебели и быта, книги, рукописи и т.д.  Начав работу в музее старшим научным сотрудником, Каюм продолжал преподавать в вузе, а в 1947 г, когда Музей был передан в введение Академии  наук КазССР  для усиления академической направленности и развития музея Президент Академии наук КазССР К. Сатпаев издал Приказ о назначении Каюма Мухамедханова его директором, которым он руководил  до репрессий 1951 г. Профессор Е. Исмаилов отмечал тогда: «Являясь одним из первых организаторов и научных работников государственного музея Абая в Семипалатинске, Мухамедханов собрал исключительно ценные рукописные, архивные, фольклорные материалы, имеющие непосредственное отношение к жизни и творчеству классика казахской литературы Абая Кунанбаева» (1945 г.).       

### Реабилитация имени и творческого наследия Шакарима
В период с 1940-х по 1980-е годы ученый постоянно обращался в различные органы государственной власти с письмами-ходатайствами  (См. книгу «Каюм Мухамедханов. Письма говорят» и др. документы),  подкрепленными собственными исследованиями научно-творческой биографии Шакарима. Вот лишь некоторые примеры неутомимой борьбы Мухамедханова за восстановление исторической справедливости в отношении Шакарима.
Каюм Мухамедханов настоятельно рекомендовал сыну Шакарима Ахату Кудайбердиеву обратиться с письмом-ходатайством к Н. С. Хрущеву и оказал существенную помощь в составлении этого письма. Оригинал документа, датированный августом 1964 года, был передан семьей К. Мухамедханова в научно-исследовательский центр Шакарима при Семипалатинском государственном педагогическом институте в январе 2005 года.
В 1950- 1960-е годы XX века Каюм Мухамедханов неоднократно обращался в Семипалатинский обком КП Казахстана и Абайский райком КП Казахстана. И наконец, в 1964 году Абайский райком КП Казахстана информировал Семипалатинский обком КП Казахстана о результатах работы Комиссии по изучению жизни и творчества Шакарима. Работа этого органа основывалась на исследовательских материалах, представленных Мухамедхановым. Одно из свидетельств тому – приложение к письму Абайского райкома КП.
В 1970-е годы ученым-литературоведом были направлены письма-ходатайства о реабилитации Шакарима в редколлегии казахстанских и всесоюзных изданий, а также в партийные органы Казахстана. Все письма К. Мухамедханова сопровождались его же научными статьями о Шакариме.
Борьба за реабилитацию творчества Шакарима продолжилась и в 1980-е. Так, в 1982 году Каюм Мухамедханов обратился с письмом в ЦК КПСС и ЦК Компартии Казахстана. А 24 июня 1987 последовал его запрос в Семипалатинский обком Компартии Казахстана. Обком, в свою очередь, направил докладную записку в ЦК КП Казахстана.
6 июля 1987 года Мухамедханов отправил письмо-ходатайство Первому секретарю ЦК КП Казахстана Г. В. Колбину и Первому секретарю правления Союза писателей СССР В. В. Карпову. Письмо сопровождалось объемным литературоведческим исследованием, выполненным Мухамедхановым, а также фотографией Шакарима, документом о его реабилитации 1958 года и другими архивными материалами. (см. книгу «Шакарим и Каюм. Сплетение судеб» и др. документы по Шакариму).
31 января 1988 года последовало повторное обращение Каюма Мухамедханова в Союз писателей СССР на имя В. В. Карпова.
23 февраля 1988 года неутомимый ученый обратился с письмом к редактору журнала “Огонек” В. А. Коротичу, сопроводив его опубликованными к тому времени собственными статьями о Шакариме, фотографией поэта и копией документа о его реабилитации.
7 апреля 1988 года К. Мухамедханов получил телеграмму от известного писателя Ади Шарипова: “Поздравляю,  Шакарим реабилитирован директивными органами”. И это не было случайностью. Это было признанием того, что львиная доля в деле реабилитации имени и творчества Шакарима принадлежит ученому К. Мухамедханову.
14 апреля 1988 года в “Казахстанской правде”,  а затем и в других республиканских изданиях был опубликован материал “В Центральном Комитете Компартии Казахстана. О творческом наследии поэта Шакарима”. Мало кто знает, но основой текста этого исторического документа стало обстоятельное письмо К. Мухамедханова Г. В. Колбину.
На следующий же день после выхода документа в “Казправде” (то есть 15 апреля 1988 года) началась публикация серии научно-исследовательских статей ученого о Шакариме и произведений поэта, впервые подготовленных Мухамедхановым к печати  в далекие годы 1940-70-е годы. (См.  Библиографический Указатель  Восточно-Казахстанской областной библиотеки имени А. Пушкина).  

### Воссатановление имён и реабилитация трудов алашординцев
«Что моя жизнь, когда такие люди, как  алашординцы погибли?!» – был ответ ученого на физические и моральные пытки в 1951 г.
Каюм Мухамедханов был воспитан отцом Мухамедханом Сейткуловым в духе Алаш,  многих алашординцев он с детства видел в родовом доме. Он сберег святую память об отце и алашординцах. Ученый К. Мухамедханов одним из первых выступил в печати об алашординцах, как только это стало возможным. Он вернул из забвения образы алашординцев,  подписывая их имена по памяти на старых фотографиях; установил в архивах документы и факты и написал их биографии. Ученый хорошо знал их труды и проделал титаническую работу по переводу их с арабской и латинской графики  на графику современного казахского языка, написал комментарии к трудам и впервые подготовил их к публикации. Общество узнало запрещенные имена и произведения благодаря изысканиям и исследованиям ученого, сохраненным фотографиям и документам. Для ученого Мухамедханова это был долг памяти отца и его друзей  – алашординцев. 
«Өзі Музей, Өзі Архив, Өзі Мектеп» – «Он и Музей, и Архив, и Школа», – написал поэт Н. Айтов в стихотворении - посвящении К. Мухамедханову в 1988 г. «Алаштың көзі», «Алаштың соңғы туяғы», –  «Свидетель жизни алашординцев, их око», «Последний представитель Алаш»,  – написал о нём Д. Сейсенулы.  «Абайдың інісі, Алаштың ірісі»,  – «Как младший брат Абая и крупная личность Алаш», – написал об ученом Т. Журтбай.
Газета «Семей таңы» впервые в Казахстане опубликовала статьи Мухамедханова об алашординцах, их биографии и труды, установленные, научно прокомментированные и подготовленные к печати ученым.  Все это долгие десятилетия  было под запретом и лишь в конце 1980-х г.г. было опубликовано. Затем республиканские газеты опубликовали эти же статьи К. Мухамедханова, которые вошли в научный оборот. Сейчас фото алашординцев, документы и справки из архива ученого  используются повсюду.  (См. Библиографический Указатель Восточно-Казахстанской областной библиотеки имени А. Пушкина). 

### Вклад во взаимопонимание культур разных народов
В 1941 году К. Мухамедханов впервые перевел на казахский язык очень популярную в то время музыкальную пьесу-комедию композитора, писателя, народного артиста СССР Узеира Гаджибекова "Аршин-мал-алан". В архиве ученого и в литературных фондах театров, сохранились ноты и тексты его  перевода. Заметим, что все слова и слоги в текстах музыкальных арий были расписаны переводчиком по нотам для точности музыкального исполнения и для сохранения оригинального контекста комедии в казахском звучании. Впервые музыкальная комедия "Аршин-мал-алан" была поставлена в 1940-е годы в Семипалатинском музыкально-драматическом театре и в то время она  вошла в репертуар драмтеатра Шымкента и др.
Ученый внес вклад во взаимопонимание культур разных народов своими переводами таких произведений, как "Русалка" Пушкина, "Декамерон" Боккаччо, пьеса польского драматурга Ежи Юрандота "Такие времена", переводы стихов татарского поэта Габдоллы Тукая и исследования о нём, переводы стихов Т. Шевченко, статьи о Шарифе Камале и перевод с татарского на казахский язык его комедии «Хаджи Эфенди женится», –  эти и др. переводы и исследования  обогатили культуру казахского народа. (См. Библиографический Указатель Восточно-Казахстанской областной библиотеки имени А. Пушкина).  

### Восстановление забытых имён
Ученый восстановил сотни забытых и запрещенных имен (А. Сабалов, Т. Жомартбаев, И. Молдажанов, алашординцы, многие деятели  культуры, общественные деятели); написал их биографии, восстановил, прокомментировал и  сохранил  их труды и подготовил их к публикации. Например, более 20 лет  Каюм Мухамедханов  вел кропотливый поиск в архивах и библиотеках разных стран, писал в университеты и ученым для того, чтобы вернуть из забвения нескольким тюркским народам имя Ильяса Бораганского – ученого-востоковеда, тюрколога, каллиграфа, профессора, издателя. И. Бораганский издал первую книгу стихов Абая. (Санкт-Петербург, 1909 г.). Имя Ильяса Бораганского он мальчиком впервые увидел на обложке этой книги в библиотеке своего отца Мухамедхана Сейткулова (1870-1937).
(См. Библиографический Указатель Восточно-Казахстанской областной библиотеки имени А.Пушкина). 

### Вклад Каюма Мухамедханова в абаеведение
1. В трудных экспедициях в конце 1930-х – в 1940-е годы К. Мухамедханов собрал более 500! подлинных вещей Абая и его ближайшего окружения, предметов быта и мебели. Кроме этого,  он собрал книги и рукописи, среди которых было более 300 восточных книг Абая. Это стало основой для создания первого государственного Музея Абая в 1940 г. в Семипалатинске.
2.  Научным методом текстологического анализа он вернул оригинальное слово Абая: исправил искажения в текстах Абая в изданиях разных лет. Ведь религиозные термины выбрасывались, а непонятные старо-казахские слова и заимствования из восточных языков в стихах Абая заменяли на другие, более понятные и т.д. В 1923 г. по указанию Сталина начались репрессии творчества Абая.
Каюм Мухамедханов – единственный текстолог,  сохранил для народа оригинальное слово Абая.
Ученый написал Научные комментарии ко Всем стихотворениям и поэмам Абая! Это включало объяснение многообразного контекста, истории создания того или иного произведения, объяснение событий и персонажей, а главное  – объяснение, комментарий слов поэта. См. его газетные статьи на эту тему 1940-х гг., кн. Текстология произведений Абая (1959 г.), Научные комментарии к произведениям Абая, др. (См.  Библиографический Указатель  Восточно-Казахстанской областной библиотеки имени А. Пушкина). 
3. К. Мухамедханов обнаружил более 30! ранее неизвестных стихов Абая и научным методом текстологического анализа доказал их принадлежность Абаю.
4. Ученый К. Мухамедханов исследовал новое направление в науке – Школу учеников и последователей Абая. (1938-1951 гг.). Он установил более 30 имен учеников Абая, на достоверных фактах написал их научно-творческие биографии, а главное, по крупицам находил письменные отрывки и доказал принадлежность каждого произведения каждому ученику Абая. То же самое он делал с сохранившимися устными отрывками. Беседовал с очевидцами их жизни и творчества, со старцами, знавшими эти произведения.  Он, таким образом, восстановил бесценное культурное наследие народа! Учеников Абая изучают в школах и вузах и это данность.
А в 1951 г. за это исследование ученый был репрессирован и получил 25 лет лагерей за то, что не отказался от Школы Абая.
5. Ученый провел параллели творчества Абая с русской культурой. См. уникальное исследование "Абай и Бунин, Абай и Пушкин, Абай и Лермонтов  и мн. др. Параллели: Абай и татарская культура и др. культуры на обнаруженных им архивных материалах 19-го-начала 20 в.в.  Параллели «Ученики Абая и мировая культура».
6. С 1940 г. и всю жизнь он вел Просветительскую работу об Абае – читал лекции в селах, на заводах, в вечерних школах. В 1970г. открыл Телевизионный Клуб Абая на Семипалатинском телевидении и более 10 лет был автором и ведущим всех передач.
7. Ученый Каюм Мухамедханов был научным корреспондентом своего Учителя Мухтара Ауэзова при создании им эпопеи об Абае.  По заданию М. Ауэзова он искал факты и архивные материалы, встречался со старцами, выезжал на места разных событий, связанных с Абаем, вел переписку с Россией,  с музеями и учеными, находил людей, брал интервью, оформлял все материалы с комментариями и высылал их М. Ауэзову, научному руководителю, которому он был предан всю жизнь. (см. книги, Энциклопедии и публикации; Библиографический указатель ВКО библиотеки имени Пушкина и др.).
8. В 1940-е годы  он поднимал вопрос об увековечении образа Абая в скульптуре и живописи. Писал письма об этом в Правительство, приезжал в Алма-Ату, поднимая этот вопрос, писал письма на заводы Урала, Ленинграда с запросами о материалах. (то есть провел всю подготовительную работу). Разработал подходы к проведению Конкурсов скульпторов и художников. Но у Правительства тогда к Абаю было иное отношение, ведь ещё в 1923 году по указке Сталина начались репрессии творчества Абая.
Борьба ученого К. Мухамедханова за увековечение образа Абая все-таки имела место, не сразу, но памятник установили, учитывая все эти рекомендации.
9. В 1940-е годы он поднимал вопрос об облагораживании могилы поэта и его родных, о реставрации зимовки Абая, об установлении памятных досок. Тогда все это находилось в плачевном состоянии.
10. Ученый Мухамедханов возродил журнал «Абай» в 1992 г. (журнал издавался в 1917-1918 гг). Подготовил для журнала много исследований с редкими архивными материалами и фотографиями, найденными и сохраненными им.
11. В 1940 г. К.Мухамедханов передал в Академию наук КазССР на хранение найденные им материалы об Абае и неизвестные стихи. Как истинный ученый он передавал на хранение в научные учреждения, в музеи и архивы установленные им материалы, щедро делился своими наработками с учеными и учениками.
12. Каюм Мухамедханов в течение 20 лет! вел усердный, кропотливый поиск и вернул из забвения имя Ильяса Бораганского – первого издателя Абая (Санкт-Петербург, 1909 г.).
13. Он выполнял работу Ученого секретаря Правительственного юбилейного комитета по подготовке 100- летия Абая. (1941-1945 гг.)
14. Он провел исследования о русских друзей Абая – Михаэлис, Долгополов. Гросс, Леонтьев и др., исследовал их совместное с Абаем творчество, общественную деятельность и создание ими краеведческого музея.
15. По архивным данным и фотографиям ученый установил все экспонаты, которые Абай сдал в Краеведческий Музей – более 60, что было утеряно и что осталось – более 20.
16. Ученый установил уникальные сведения о пребывании Абая в Семипалатинске, о посещении им мечети Тыныбая и др.
17. Он составил  подробные Родословные Кунанбая, Абая и всех потомков.
18.  Мухамедханов установил имена, фотографии, факты о всех потомках Абая, которые погибли в сталинских репрессиях и в Великой Отечественной войне.
19. Он искал и находил потомков Абая и всячески поддерживал их (см. док фильмы на ютубе).
20. Ученый встречался с очевидцами жизни и творчества Абая (конец 1930-х -1950-е годы) и записал уникальные Воспоминания об Абае.
21.  Он установил в архивах и сохранил уникальные материалы, например, Некролог Абаю, написанный  А.Букейхановым  и его прижизненную оценку Абая, Программы Вечеров, например, Вечер памяти к 10-летию смерти Абая и др., установил уникальные фотографии Абая и его окружения. Ученый впервые написал комментарии и статьи к этим и многим другим материалам, опубликовал это впервые. (Библиографический указатель ВКО библиотеки имени Пушкина и др. источники) и др.
22.  В 1940 году в возрасте 24 лет Каюм написал поэму – посвящение Абаю
«Алдымда  ақын Абай Темірқазық» - Передо мной поэт Абай – стальная опора.  Эту фразу сейчас часто цитируют.
23. Написал путеводитель по музею Абая, по местам, связанным с Абаем в г. Семипалатинске и в Абайском районе, на родине поэта.
24. Внес большой вклад в создание энциклопедии "Абай".
25. Внес вклад в создание фильмов "Абай туралы сөз", "Мен Абайды әке деймін" в качестве консультанта и участника фильмов и других видеоматериалов.
26. Установил точный День рождения Абая  - 23 августа
Ауезхан Кодар, известный философ и культуролог,  в последний год своей жизни (2016 г.) дал свое философское осмысление  трудной судьбы репрессированного ученого и его заслуг перед Отечеством:
«Каюм Мухамедханов - выдающийся зачинатель абаеведения, крупный ученый-текстолог, уникальный специалист по казахской культуре эпохи Алаш-Орды, казахский первопроходец во многих областях нашей национальной культуры.
... Бывает так, что один человек может заменить собой не только институт, но и целую Академию наук. 
Уже простое описание свершений К. Мухамедханова показывает, что это Личность ренессансная и достойная всяческого культивирования».   – Ауезхан Кодар. Хранитель старины седой// Тамыр. – 2015. – 2. С. 17-25.

### Арест и приговор
Репрессии за науку. Защита диссертации «Литературная школа Абая» 7 апреля 1951 г. стала знаковым событием в истории страны. Диссертация была защищена, но нападки на учителя и ученика – М.Ауэзова и К.Мухамедханова, начавшиеся на защите, продолжились в  дискуссии по абаеведению, затем в заказных статьях в прессе. Последовало увольнение Мухамедханова с должности директора музея Абая и преподавателя вуза. Арест 1 декабря 1951 г., заключение в тюрьмах Семипалатинска и Алма-Аты, суд, приговор – 25 лет лишения свободы. Срок отбывал в отделениях Карлага (Темиртау, Карабас, Долинка, Дарья, Кула-Айгыре) в 1951-1955 годах.
Изощренные физические пытки – горячая и холодная камера, иглы под ногти, капли воды на голову, моральное давление и грозящая смертная казнь  не сломили мужественного Каюма: «Школа Абая есть» - ученый не отказался от научных идей, сохранил школу Абая, которой сейчас гордится народ. Но в то время учеников Абая причисляли к буржуазным националистам, а признавалась лишь одна идеология – школа марксизма-ленинизма.

### Реабилитация
В 1955 году после смерти Сталина был полностью реабилитирован и смог вернуться в родные края.

 «Каюм Мухамедханов является одним из блистательных и признанных нравственных и интеллектуальных авторитетов нации. Я знавал Каюма-ага, встречался и беседовал с ним, в моей душе живет светлая память о нем. Я знаком с его творчеством, глубокими исследованиями. Считаю, что жизнь и деяния его — немеркнущий пример служения Родине и народу. Я воспринимал его, как последнего из могикан, как наследника великих сынов „Алаша“, как одного из последних представителей абаевской школы»— Герольд Бельгер

.

## Награды и достижения
- Лауреат Государственной премии Республики Казахстан 1996 года[6]
- Первый Лауреат Международной премии имени Абая
- Обладатель первой Медали международной литературной премии «Алаш»
- Лауреат премий Союза Писателей Казахстана, Союза Журналистов Казахстана, Международной академии Абая
- Почетный гражданин Семипалатинска, Аягуза, Абайского и Жанасемейского районов Восточно-Казахстанская область.

## Память

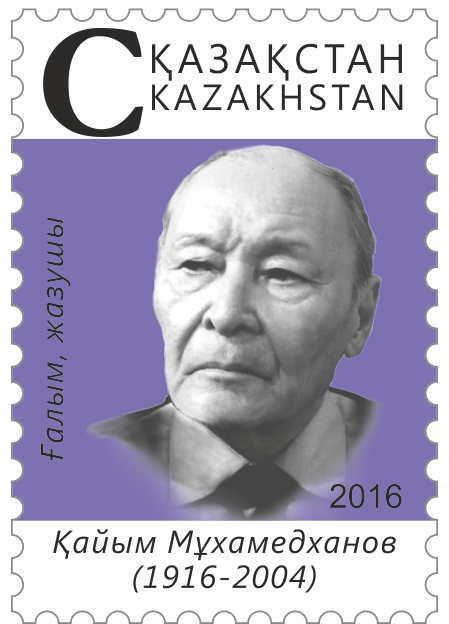
Памятная почтовая марка РК к 100-летию учёного, 2016

- 30 сентября 2022 года в городе Семей был  открыт памятник «Ұстаз бен шәкірт», посвященный Мухтару Ауэзову и Каюму Мухамедханову .
- В родном Семее установлен памятник Каюму Мухамедханову и его именем названа улица[7]. Также улицы его имени появились в Астане и Алматы.
- В 2016 году выпущена памятная постовая марка с портретом Каюма Мухамедханова.